# Macizo del Montgrí

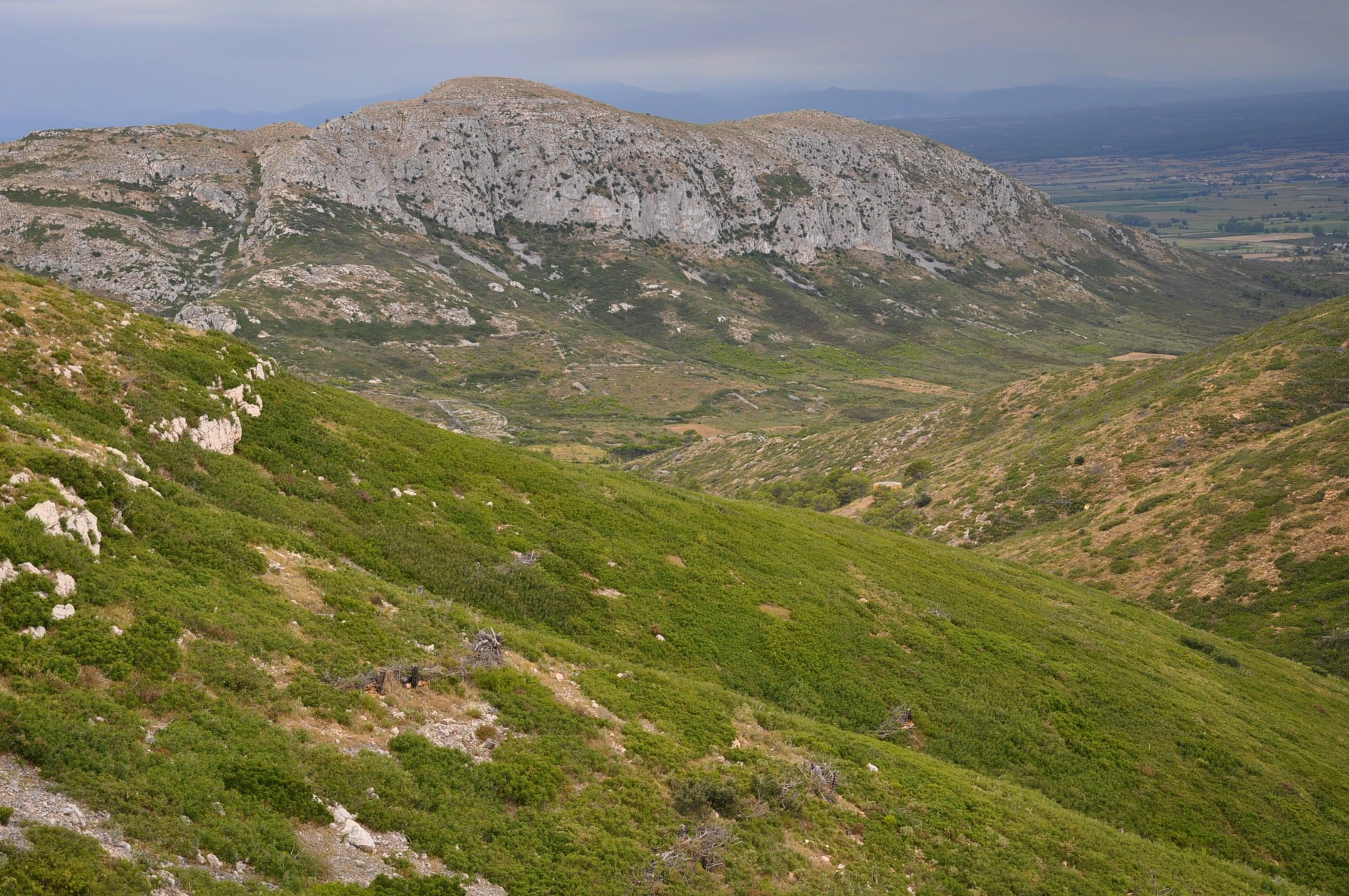
Un paisaje en el Macizo del Montgrí, con el Valle de Santa Caterina y la Muntanya d'Ullà, visto desde la vertiente norte de Montplà.

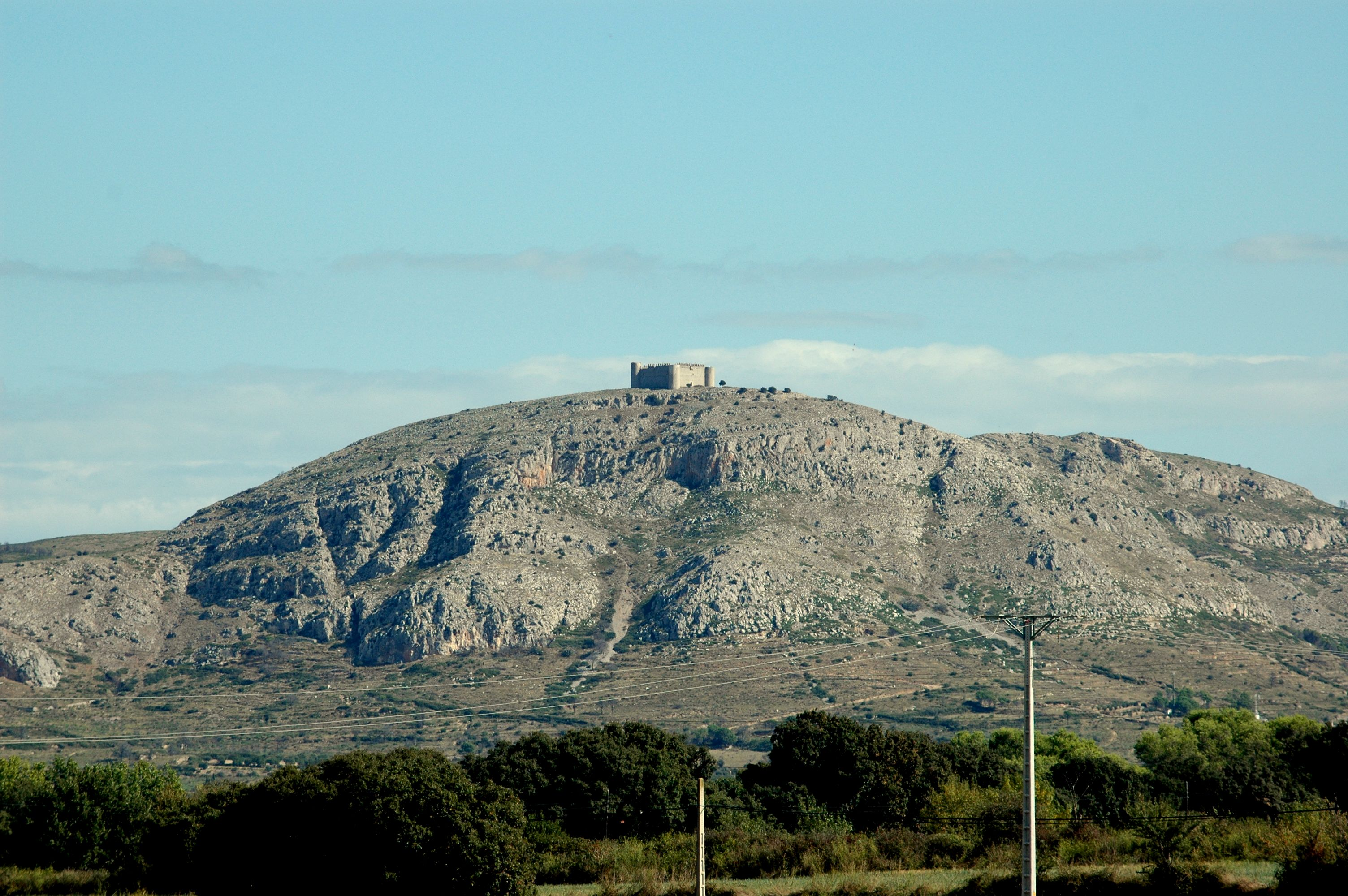
El macizo del Montgrí coronado por el Castell del Montgrí.

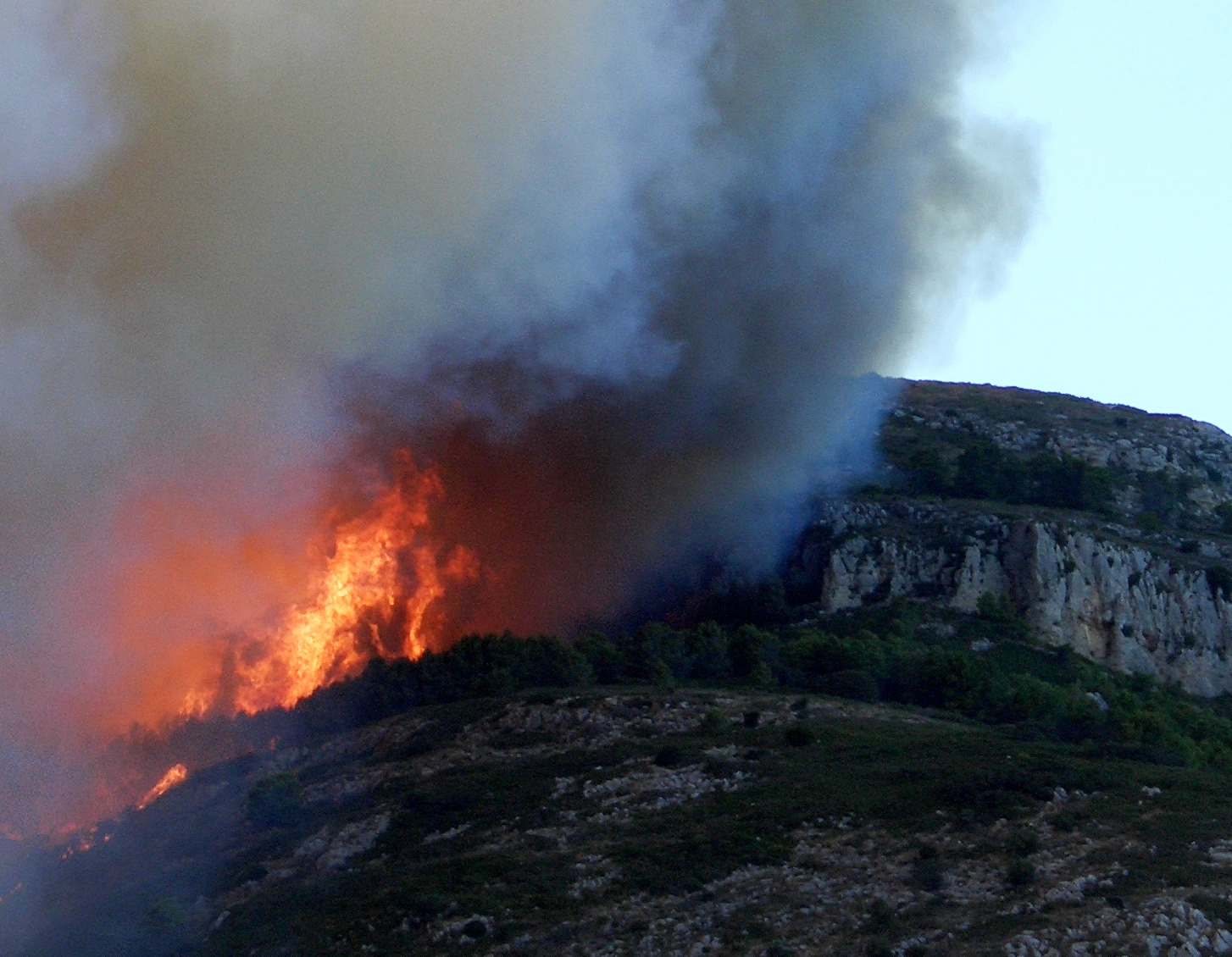
El Montgrí en llamas el 26 de septiembre de 2004.

El macizo del Montgrí es un macizo montañoso al borde del mar Mediterráneo en Cataluña (España). Se sitúa entre las comarcas del Bajo Ampurdán y Alto Ampurdán, entre los términos municipales de Bellcaire, La Escala, Ullá y Torroella de Montgrí.

## Relieve
El macizo del Montgrí puede dividirse en dos. Una franja norte que forma un altiplano y una franja sur más alta, escarpada y rocosa, donde están los principales picos: Montplà, Muntanya d'Ullà i Montgrí, detrás de la cual se encuentra el valle de Santa Caterina. Siguiendo este sistema de picos dirección al mar, se encuentra el Rocamaura, en cuyas faldas se encuentra el pueblo costero de Estartit. Las islas Medas, frente a Estartit, se consideran una prolongación del macizo bajo el mar.
En el frente litoral, el macizo termina en algunos sectores con acantilados de más de 100 metros. La erosión del mar ha provocado algunas cavidades como es el caso de La Foradada, en cabo Castell. También se hallan pequeñas calas, como Cala Ferriol o cala Pedrosa. Al extremo noroeste del macizo, se encuentra cala Montgó, donde se encuentra un pequeño núcleo residencial perteneciente al municipio de Torroella de Montgrí, aunque más cercano a La Escala.
| Picos            | Altura (m) |
| ---------------- | ---------- |
| Montplà          | 317        |
| Muntanya d'Ullà  | 308        |
| Montgrí          | 303        |
| Rocamaura        | 225        |
| Puig de la Palma | 146        |

## Geología
El macizo del Montgrí es un surgimiento de roca calcaria formado por una falla orientada de este a oeste. Su creación es sincrónica a la del Pirineo. A menudo se encuentra intrusiones magmáticas de cuarzo rojo o marrón. 
Por sus elevaciones destacan los picos de la Muntanya d'Ullà (308 m), el Montgrí (301 m) y el Montplà (310,3 m), cercanos a Torroella, y la Torre Moratxa (218 m) y Roca Maura (226 m) en la vertiente cercana a Estartit. Entre ambos bloques se encuentran las dunas de arena que provienen del golfo de Rosas y fueron fijadas a finales del siglo XIX por el ingeniero Primitiu Artigas. El archipiélago de las Islas Medas constituyen la parte oriental del macizo.

## Presencia humana
El macizo del Montgrí ha sido usado por los humanos a lo largo de la historia. La primera evidencia de la presencia humana data del Paleolítico Inferior. Se han encontrado restos de dicha ocupación en el Cau del Duc y en el Cau del Duc d'Ullà. Durante el Neolítico hasta la Edad de los Metales, los humanos dejaron de habitar cuevas, pero las aprovecharon para enterrar sus muertos. Son testigos de esto el Cau del ossos, el Cau d'en Calvet o el Cau de l'olivar d'en Margall. Junto con los restos humanos se encontró sus respectivos ajuares, destacando una cuenta áurea en el Cau del Tossal Gros. Durante la romanización, se cree que habría diferentes villas romanas en las faldas del macizo, a tenor de los restos hallados en los actuales sitios de la ermita de Santa María del Mar y Santa María de Palau. De hecho, estos dos sitios son la primera noticia que tenemos en la Edad Medieval en el macizo, lógicamente reconvertidas ya en ermitas cristianas. Sin embargo, la huella medieval más significativa es el Castillo del Montgrí, fortificación defensiva encargada por Jaime II como estrategia intimidatoria al Condado de Ampurias, el año 1294. El castillo se erige en lo alto del todo del Montgrí y domina todo el llano. A pesar de esto, la obra no se terminó nunca como consecuencia de la decadencia incipiente del condado de Ampurias. También son testimonio, la ermita de Santa Caterina (1390), fundada por tres monjes benedictinos que abandonaron el monasterio de Montserrat por discrepancias con su jefatura, debido al cisma de Occidente. Encontraron amparo en la Universidad de Torroella, más próxima al papado de Aviñón. Después de la muerte de los monjes, la Universidad asumió su gestión designado unos encargados o pabordas, figura que hoy en día aún se mantiene. La ermita se hizo tan popular que Carlos I permitió pedir almoina por el templo. Además, aún hay testimonio de unas capillitas y una cruz, camino a la ermita, que indicaría algún tipo de procesión. A partir del siglo XV, la intesificación de la piratería en el Mediterráneo hizo que se construyeran diferentes torres de señal o defensivas. Algunos ejemplos son torre Moratxa, en el Rocamaura, o la torre dels Moscats, en la falda del Montplà. 
Sin embargo, no es hasta el siglo XVII que esta presencia no se hace más patente. En la falda de la carena noroeste de la Muntanya d'Ullà se forman dos núcleos de población: Sobrestany y la Bolleria, pertenecientes al municipio de Torroella de Montgrí, aunque más próximos a Bellcaire. También la Universidad de Torroella concede permisos para la explotación agrícola y ramadera del macizo. Por este motivo, durant el siglo XVIII el macizo se llena de construcciones agrícolas de piedra seca, como los "eixarts" o "aixarts", muros que separaban propiedades y marcaban caminos, como barracas de payeses o pastores. Los cultivos son de viñedos y olivos. Desafortunadamente, la epidemia de la filoxera y la competencia del aceite italiano obligan a abandonar estas explotaciones en el siglo XIX. En el cambio de siglo (1896) se fijan la duna continental que parte el macizo de norte a sur, proveniente del golfo de Rosas y empujado por la tramuntana. Se emplean pinos y barrón para evitar que la duna siga avanzando hasta las explotaciones agrícolas del Bajo Ter. Durante el siglo XX, el macizo es usado como refugio durante la guerra civil (Cau de la Figuera, a los pies del Montplà), como explotación minera (Muntanya d'Ullà) y se construyen dos bases militares al borde de los acantilados (uno de ellos la base LORAN), actualmente abandonadas.

## Clima
El régimen climático se caracteriza por la baja pluviosidad estival, y oscilaciones anuales de la temperatura poco acusadas. El régimen de vientos es generalmente de dirección norte/noreste (Tramontana).

## Vegetación
Su vegetación es característica de bosque mediterráneo degradado con alta abundancia de pino blanco (Pinus halepensis) en las zonas bajas y matorrales esclerófilos en las zonas altas. Aún en las zonas de sombra se pueden encontrar algunas poblaciones de alcornoque (Quercus suber) y encina (Quercus ilex). Antiguamente se utilizó el terreno para el cultivo de la vid, pero abandonadas probablemente por la plaga de la filoxera de finales del siglo XIX. Durante los últimos años, (década de los 1950 y 2004) se han producido incendios forestales que empeoraron la situación.
Actualmente el macizo del Montgrí disfruta de protección especial como PEIN (Pla d'Espais Interés Natural).